# روبرت فريمان (مصور)
روبرت فريمان (بالإنجليزية: Robert Freeman)‏، (5 ديسمبر 1936 – 6 أو 7 نوفمبر 2019) مصور ومصمم جرافيك إنجليزيًا، اشتهر بعمله مع فرقة البيتلز، حيث قام بالتقاط بعض من أشهر صور الفرقة التي ظهرت على العديد من أغلفة ألبوماتهم. بين عامي 1963 و1966، عمل فريمان بشكل مكثف مع الفرقة، حيث تولى تصوير وتصميم أغلفة خمسة من ألبوماتهم التي تم إصدارها تباعًا على علامة "بارلوفون" في المملكة المتحدة، بالإضافة إلى عدة ألبومات على "كابيتول ريكوردز" في الولايات المتحدة وعلى عدة علامات تجارية في دول أخرى. كما قام فريمان بتصميم تسلسل الاعتمادات في نهاية أول فيلمين للبيتلز وبعض الرسومات والتصوير الفوتوغرافي التي ظهرت على ملصقات الأفلام وموادها الترويجية.

## الحياة المبكرة والمهنية
وُلد روبرت فريمان في ويست ويكهام، التي كانت حينها جزءًا من كينت، لوالده فريدي فريمان، سمسار التأمينات للمسارح في لندن، ووالدته دوروثي. تلقى تعليمه في كلية أردينغلي، وهي مدرسة عامة صغيرة في غرب ساسكس، ثم في كلية كلير بجامعة كامبريدج، حيث تخرج في عام 1959 بدرجة في اللغات الحديثة. أثناء دراسته في كامبريدج، اهتم فريمان بالتصوير الفوتوغرافي، وحرر مجلة الجامعة، وحضر محاضرات ألقاها المؤرخ الشهير للهندسة المعمارية الإنجليزية، نيكولاس بيفسنر.
بدأ فريمان حياته المهنية كصحفي مصور، حيث عمل لصالح صحيفة "The Sunday times" البريطانية، وقام بتصوير مجموعة متنوعة من المواضيع، بما في ذلك نيكيتا خروتشوف في الكرملين. كما أصبح معروفًا لصورته بالأبيض والأسود لعدة موسيقيين من موسيقى الجاز، بما في ذلك جون كولتران. كانت هذه الصور هي التي لفتت انتباه مدير فرقة البيتلز، برايان إيبستين، وأعضاء الفرقة أنفسهم، مما أدى إلى أول تكليف له في أغسطس 1963 لتصوير المجموعة. كما تم اختياره لتصوير كامل تقويم بيريللي الأول في عام 1963، الذي كان مخصصًا لعام 1964.
لاحقًا، وبعد تعاونه مع البيتلز، توجه فريمان لصناعة الأفلام. أخرج فيلم "The Touchables" في عام 1968، وهو فيلم من أفلام "Swinging Sixties" الذي يروي قصة طلاب جامعيين في لندن ويتميز بأداء جودي هوكستابل وديفيد أنتوني، مع موسيقى من الفرقة البريطانية *نيرفانا*. ثم شارك في إخراج فيلم "Secret World" في عام 1969 مع بول فيدر.

## الحياة الشخصية
في ستينيات القرن العشرين، كان فريمان متزوجًا من عارضة أزياء ألمانية تدعى سوني فريمان، والتي كان اسمها قبل الزواج "سبيلهاغن"، وأنجبا معًا طفلين. لاحقًا، تزوجت سوني من جون دراين. في وقت لاحق من حياته، تزوج فريمان من الكاتبة تيدي روان، وأنجبا معًا ابنة.
وفقًا لما ورد في سيرة فيليب نورمان عن جون لينون التي نُشرت في 2008، بين عامي 1963 و1965، كان لزوجة فريمان آنذاك، سوني دراين، علاقة سرية دامت عامًا كاملًا مع جون لينون. وادعى نورمان أيضًا أن سوني كانت مصدر إلهام لأغنية لينون "نورويجيان وود (ذا بيرد هاز فلون)". لم يتم تقديم أي دليل على هذا الادعاء باستثناء تصريح دراين نفسه لنورمان، والذي أدلت به لأول مرة بعد 43 عامًا من الحادثة المزعومة. وكان ادعاء دراين بأنها ألهمت الأغنية غير قائم على أي حديث دار بينها وبين لينون بعد تأليف الأغنية، بل على افتراضها الشخصي. ولم يصدر فريمان أي تعليق علني على ادعاء زوجته السابقة المتأخر. ومع ذلك، أكد جون لينون في وقت لاحق أن أغنيته "نورويجيان وود (ذا بيرد هاز فلون)" كانت مستوحاة من علاقة كان يمر بها في ذلك الوقت، لكنه لم يذكر هوية الشخص الذي كان على علاقة به. بحسب بول مكارتني، عاش لينون في نفس المبنى في لندن الذي كان يقيم فيه فريمان "لبعض الوقت".
تم تأكيد هذا الادعاء أيضًا من خلال سيرة سينثيا لينون الذاتية التي نُشرت في 2005. وفقًا لما ذكرته، بعد أن انتقل الزوجان إلى ممتلكاتهما في كينوود، تم مواجهتهما من قبل فريمان الغاضب بصحبة زوجته التي كانت تظهر في حالة بكاء خلفه. قالت سينثيا لينون: "تجاهلني بوب وقال إنه يريد التحدث مع جون. ثم اختفوا جميعًا إلى غرفة المعيشة. وعندما عاد جون إلى المطبخ، سألته عما كان يحدث، لكنه أومأ كتفيه واختفى إلى الطابق العلوي. لم يُذكر ذلك بيننا مجددًا، ولكن بعد فترة قصيرة سمعت أن بوب وستياسي كانا في طريقهما إلى الطلاق. لم أتمكن من التخلص من الاستنتاج بأنها كانت على علاقة مع جون".
في سبتمبر 2009، بينما كان في عطلة يقيم مع شقيقته في ريغيت، تعرض روبرت فريمان لسكتة دماغية شديدة وأُدخل إلى المستشفى في ريدهيل. بعد ذلك، تعافى في دار رعاية في ريغيت. باعت أسرته نسخة من إحدى صور فريمان الشهيرة لجون لينون عبر الإنترنت كوسيلة لدفع تكاليف رعايته ومساعدته ماليًا للعمل على الحفاظ على أرشيفه أثناء تعافيه. وقد تم دعم هذا العمل من قبل الموقع الرسمي لبول مكارتني.

## فقدان الأرشيف الفوتوغرافي
في عطلة نهاية الأسبوع بين 14 و15 ديسمبر 2019، وبعد أكثر من شهر من وفاة المصور، تعرضت شقته في جنوب غرب لندن للسرقة. حيث قام الجاني بسرقة كامل أرشيفه الفوتوغرافي.

## وفاته
توفي فريمان في 6 أو 7 نوفمبر 2019 في لندن، وكان سبب وفاته هو الالتهاب الرئوي.

## وصلات خارجية
- روبرت فريمان على موقع IMDb (الإنجليزية)
- روبرت فريمان على موقع ميوزك برينز (الإنجليزية)
- روبرت فريمان على موقع أول ميوزيك (الإنجليزية)
- روبرت فريمان على موقع ديسكوغز (الإنجليزية)
- روبرت فريمان على موقع قاعدة بيانات الفيلم (الإنجليزية)